# (3250) Martebo
(3250) Martebo es un asteroide perteneciente al cinturón de asteroides, descubierto el 6 de marzo de 1979 por Claes-Ingvar Lagerkvist desde el Observatorio del Monte Stromlo, en Canberra, Australia.

## Designación y nombre
Designado provisionalmente como 1979 EB. Fue nombrado Martebo en homenaje a la ciudad Martebo en la isla sueca de Gotland.